# Lelygebergte
Het Lelygebergte in Suriname is een plateauvormig, maximaal 685 meter hoog gebergte met vrij steile wanden gelegen aan de linkeroever van de Tapanahony en de Marowijne. Het bovenvlak, dat deel uitmaakt van een oude schiervlakte, bestaat uit een laterietkap, rijk aan bauxiet. Het gebergte behoort tot het Guyanaschild, een gebied dat bekendstaat om zijn rijke flora en fauna. De bovenloop van de Djoekakreek versnijdt het gebied sterk.  Het gebergte is vernoemd naar de bekende Cornelis Lely die enkele jaren gouverneur van Suriname was.

## Dieren
Bij een Rapid Assessment Program expeditie  werden in 2005 in het Nassaugebergte- en het  Lelygebergte ongeveer 24 nieuwe diersoorten ontdekt. Beide gebergtes behoren tot de Brokolonko-formatie. Tot de gevonden soorten behoren onder meer de harlekijn, een paarse lichtgevende kikker uit het sterk bedreigde geslacht van klompvoetkikkers. Verder de slakkenetende dikkopslang en een harnasmeerval, big mouth ofwel bigi mofo genoemd. Deze expeditie werd gefinancierd door Conservation International, BHP Billiton en Suralco.

## Goud
Er zijn in het Lelygebergte tijdens exploratieactiviteiten van staatsmijnbouwbedrijf Grassalco veelbelovende aanwijzingen van goudvoorkomens gevonden. Deze ontdekking heeft echter nog niet geleid tot het opzetten van een goudmijn. Grassalco meldde begin 2015 dat meer onderzoek nodig is. Ze blijft er op vertrouwen dat er voldoende goud aanwezig is in de winningsconcessie Lelygebergte om er een goudwinningsbedrijf te realiseren.

## Vervoer
Ten zuidwesten van het plateau bevindt zich de Lelygebergte Airstrip met een verbinding naar Zorg en Hoop Airport in Paramaribo.